# 小笠原政信
小笠原 政信（おがさわら まさのぶ）は、江戸時代前期の大名。下総古河藩2代藩主。下総関宿藩初代藩主。信嶺系小笠原家2代。

## 生涯
慶長12年（1607年）、小笠原信之の長男として武蔵国児玉郡本庄城に生まれる。本庄の金鑚神社を深く信仰していたとされる。慶長17年（1612年）に父が本庄藩から古河藩へと加増移封された事で下総国で育つ事となるが、その後も当地の金鑚神社を信仰していたため、元和年間に当社が洪水被害を受けた際には寄進し、現在地（本庄市千代田3丁目2番3号）に社殿を建立した（本庄宿の方も参照）。
慶長19年（1614年）、父の死去により家督を相続した。同年冬からの大坂冬の陣では、伯父・酒井家次の助けを得て出陣し、近江国佐和山城の守備を任された。翌年の大坂夏の陣でも家次の助けを得て出陣し、伏見城の守備を任じられた。
元和5年（1619年）、下総古河2万石から同関宿に移封された。寛永17年（1640年）7月2日、34歳で死去した。死後、家督は婿養子の貞信が継いだ。

## その他
- 寛永16年（1639年）、本庄の金鑚神社にクスノキを献木したと伝えられている。現在、そのクスノキは、高さ20m、東西約30mに枝を張る大木となり、北関東でも一級の巨樹とされている[2]。

## 系譜
父母
- 小笠原信之（父）
- 小笠原信嶺の娘（母）

正室
- 板倉重昌の娘

子女
- 織田信昌正室のち中院通茂室
- 小笠原貞信正室
- 久世経式正室

養子
- 小笠原貞信 ー 高木貞勝の長男